# Nusa ramicosa
Nusa ramicosa är en tvåvingeart som först beskrevs av Friedrich Hermann Loew 1871.  Nusa ramicosa ingår i släktet Nusa och familjen rovflugor. Inga underarter finns listade i Catalogue of Life.